# Zvjezdasti ljiljan
Zvjezdasti ljiljan (zlatoglavi ljiljan, lukovičasti ljiljan; lat. Lilium bulbiferum) je vrsta ljiljana, lukovičasta zeljasta trajnica raširena po Europi, uključujući Hrvatsku.
Raste po brdovitim i planinskim pojasima do 1900 metara nad morem. Naraste od 30 do 100 cm. visine. Stabljika je uspravna, dlakava u gornjem dijelu. Cvjetovi dvospolni, bez mirisa, listovi ocvijeća na vrhu svinuti, crvenonarančasti sa crvenosmeđim pjegama. plod je kapsula.

## Sinonimi
- Lilium atrosanguineum H.Vilm.
- Lilium aurantiacum Weston
- Lilium biligulatum Baker
- Lilium bulbiferum subsp. croceum (Chaix) Baker
- Lilium croceum Chaix
- Lilium elatum Salisb.
- Lilium fulgens W.H.Baxter
- Lilium fulgens É.Morren ex Spae
- Lilium haematochroum Lem.
- Lilium humile Mill.
- Lilium lateritium Baker
- Lilium latifolium Link
- Lilium luteum Gaterau
- Lilium pictum Baker
- Lilium pubescens Bernh. ex Hornem.
- Lilium sanguineum Lindl.
- Lilium scabrum Moench
- Lilium sibiricum Willd.